# Andrea Chénier (film)
 Andrea Chénier è un film del 1955 diretto da Clemente Fracassi, tratto dall'omonima opera lirica del 1896 di Umberto Giordano (il cui film riprende le musiche) su libretto di Luigi Illica, ispirato alla vita del poeta francese André Chénier.

## Produzione
Il film, a carattere musicale, è ascrivibile al filone dei melodrammi sentimentali, comunemente detto strappalacrime, allora molto in voga tra il pubblico italiano, in seguito ribattezzato dalla critica con il termine neorealismo d'appendice.
Fu l'ultima pellicola diretta da Fracassi.

## Distribuzione
Il film venne distribuito nel circuito cinematografico italiano il 28 dicembre del 1955.